# Walter Schmidt (Rechtswissenschaftler, 1934)
Walter Schmidt (* 1934 in Stuttgart) ist ein deutscher Rechtswissenschaftler.

## Leben
Nach der Promotion am 22. Februar 1961 an der Goethe-Universität Frankfurt zum Thema Der bundesstaatliche Aufbau der Bundesrepublik Deutschland habilitierte Schmidt sich 1968 an der Universität Gießen zum Thema Gesetzesvollziehung durch Rechtsetzung. Untersuchungen zu den Verwaltungsvorschriften und zur „Selbstbindung der Verwaltung“. Anschließend war er bis 1971 an der Universität Gießen als Privatdozent tätig und nahm 1971 einen Ruf an die Goethe-Universität Frankfurt an, wo er als Professor für Öffentliches Recht forschte und lehrte. Im Jahr 1999 wurde Schmidt emeritiert.
Ein Schwerpunkt seiner Forschung ist das Rundfunkrecht.

## Schriften (Auswahl)
- Der bundesstaatliche Aufbau der Bundesrepublik Deutschland. Dissertation, Goethe-Universität Frankfurt, 1961, OCLC 1067894422.
- Gesetzesvollziehung durch Rechtsetzung. Untersuchungen zu den Verwaltungsvorschriften und zur „Selbstbindung der Verwaltung“ (= Gießener Beiträge zur Rechtswissenschaft. Band 1). Gehlen, Bad Homburg [u. a.] 1969, OCLC 781333361 (Zugleich: Habilitationsschrift, Universität Gießen, 1968).
- (mit Friedrich Kübler, Spiros Simitis): Mitbestimmung als gesetzgebungspolitische Aufgabe. Zur Verfassungsmässigkeit des Mitbestimmungsgesetzes 1976. Nomos, Baden-Baden 1978, ISBN 3-7890-0400-6.
- Die Rundfunkgewährleistung (= Beiträge zum Rundfunkrecht. Band 22). Metzner, Frankfurt am Main [u. a.] 1980, ISBN 3-7875-0422-2.
- Einführung in die Probleme des Verwaltungsrechts (= Schriftenreihe der Juristischen Schulung. Band 82). Beck, München 1982, ISBN 3-406-08177-0.
- Rundfunkvielfalt. Möglichkeiten und Grenzen einer „pluralistischen“ Rundfunkorganisation (= Beiträge zum Rundfunkrecht. Band 31). Metzner, Frankfurt am Main [u. a.] 1984, ISBN 3-7875-0431-1.
- Staats- und Verwaltungsrecht. Pflichtfachstoff für Übung und Examen (= Juristische Lernbücher. Band 27). Metzner, Frankfurt am Main 1985, ISBN 3-7875-3263-3 (3. Auflage 1999).